# 刘竹生
刘竹生（1939年11月—），中国火箭总体设计专家。中国航天科技集团第一研究院研究员。

## 生平
1939年出生于黑龙江哈尔滨，1963年毕业于哈尔滨工业大学导弹工程系。曾任长征二号F运载火箭首任总设计师，现任长征二号F运载火箭技术顾问。2009年当选中国科学院院士。